# Perrie Edwards
Perrie Louise Edwards (ur. 10 lipca 1993 w South Shields) – angielska piosenkarka, autorka tekstów oraz członkini zespołu Little Mix.

## Życiorys

### Wczesne lata
Perrie Louise Edwards urodziła się 10 lipca 1993 roku i wychowywała się w South Shields, Tyne and Wear. Jest córką Debbie Duffie i Alexandra Edwards, którzy są piosenkarzami. Jej rodzice rozwiedli się, gdy była młoda. Ma też starszego brata Jonnie Edwards i przyrodnią siostrę Caitlin Edwards. Mieszkała w Hamilton w Nowej Zelandii przez dwa lata jako nastolatka.

### Kariera
W 2011 roku na pierwszym przesłuchaniu do programu X-Factor wystąpiła z piosenką "You Oughta Know" Alanis Morissette. Znalazła się początkowo w grupie Faux Pas wraz z Jesy Nelson, a następnie zostały połączone z Jade Thirlwall i Leigh-Anne Pinnock w zespół Rhythmix, który wkrótce zmienił nazwę na Little mix. 11 grudnia 2011 roku zostały pierwszym zespołem, który wygrał program. Dotychczas wydały sześć albumów, DNA (2012), Salute (2013), Get Weird (2015), Glory Days (2016), LM5 (2018) i Confetti (2020).
W 2019 roku została twarzą włoskiej marki Superga i wydała swoją pierwszą zaprojektowaną kolekcję butów. W 2020 roku został pierwszą kobiecą ambasadorką marki Supreme Nutrition. Jeszcze w tym samym roku została nową twarzą Nando's, portugalsko-afrykańskiej franczyzy spożywczej. Występowała też w ich reklamach telewizyjnych.

### Życie prywatne
W maju 2012 roku zaczęła spotykać się z Zaynem Malik, natomiast zaręczyli się w sierpniu 2013 roku. Para rozstała się w sierpniu 2015 roku. W lutym 2017 roku potwierdzono, że jest w związku z piłkarzem Alexem Oxlade-Chamberlain.
10 maja 2021 roku ogłosiła, że jest w ciąży z Alexem Oxlade-Chamberlain. 21 sierpnia 2021 oboje oznajmili na instagramie, że urodził się syn.
Cierpi na atrezję przełyku.